# Народная кадриль
Наро́дная кадри́ль (деревенская, крестьянская, или просто кадриль, кадрель, бытовой танец, городской бытовой танец, городской бытовой лёгкий парный танец, парный танец, танец) — вид народного танца восточных славян и балтов, для которого характерно определённое построение и чёткое разделение на пары и фигуры. 
«Городские танцы» (кадриль, ланцет, ойра, полька-бабочка, па-дё-катр, па-д-эспань, краковяк) считались «лёгкими» и были особенно популярны в деревнях, где было сильно влияние города.
Собственно народная кадриль произошла от одноимённого французского салонного танца и очень быстро стала популярной среди горожан, а затем и крестьян. Танец претерпел изменения в манере и в движениях, однако характерные для него композиционные особенности остались. Народная кадриль включила в себя множество фигур и рисунков из хороводов и плясок. В танце принимает участие обычно чётное количество пар, при этом их количество не ограничено. Нередко кадрили исполняются под частушки, которые поются всеми исполнителями одновременно, либо по очереди. В кадрили каждая фигура отделяется от следующей музыкальными паузами, притопами, хлопками или поклонами. Танец стал настолько популярен в народе, что под этим термином подразумевают вообще все парные и не только парные танцы позднего городского происхождения.
Со временем танцевать парами кадриль (кадрить) стало настолько популярным среди молодёжи, что под словом «кадрить» стали подразумевать «добиваться расположения к себе партнера в ходе танца», «знакомиться, сближаться, склонять к взаимности, флиртовать» (сначала в процессе танца, а потом и без него).

## История появления
В России танец появился в начале XVIII века, в эпоху преобразований Петра I. 26 ноября 1718 года был издан указ о введении ассамблей. Основным развлечением на ассамблеях были танцы. Кавалеры могли приглашать на танец любую из присутствующих дам. Отказываться от приглашения было не принято.
Постепенно «крепостные слуги русских дворян перенесли форму кадрили и некоторые фигуры этого танца в родные деревни и сёла и, переделав его на свой лад, приспособили к своим вкусам». Больше всего распространилась кадриль в России в больших торговых городах, где были приезжие иностранцы: Петербург, Москва, Ярославль, Самара, Нижний Новгород. Знакомство с новым танцем происходило на основе рассказа приезжих, крепостных слуг, служащих людей, которые порой и показывали в своих деревнях некоторые фигуры танца. Весь XIX век кадриль была очень популярна в русском городском быту. В русской крестьянской среде кадриль распространилась с середины XIX века, особенно широко — с конца 1890-х, и бытовала до 70-х годов XX века. В деревнях кадрили танцевали, как и хороводы, в сопровождении песен. С 1920–30-х годов песни стали вытесняться наигрышами на гармошке.
Войдя в народный быт, кадриль быстро ассимилировалась, она изменялась и утратила всё салонное. Мелодия и манера исполнения приобрели национальный характер. Кадриль приобрела своеобразные движения, рисунки, манеру исполнения. Появились народные названия: «кадрель», «кадрелка», «кандрель», «кандрешка» и др. Кадриль изменилась до такой степени, что позже исследователи бытового танца даже отметили, что кадриль, попав в народ, исказилась до неузнаваемости.

## Русская
Характерные особенности русской кадрили:
- музыкальный размер две четверти (иногда его заменяют на 6/8);
- исполняется она исключительно чётным количеством танцующих пар;
- в танце может быть минимум пять фигур и максимум 12.

Одна из разновидностей кадрили — народные танцы шестёра, восьмёра, четвёра, распространённые на Урале и в северных областях России.
Из огромного разнообразия кадрилей по форме построения выделяются три группы кадрилей: квадратные (угловые, по углам), линейные (двухрядные) и круговые. В некоторых кадрилях не всегда выдерживаются эти формы построения от первой фигуры до последней. Обычно смешиваются линейные и круговые или угловые и круговые кадрили.

### Квадратная
Квадратная («на четыре стены», «по углам») кадриль исполняется четырьмя парами, стоящими друг против друга или по сторонам квадрата. Движение и переходы пар происходит по диагонали или крест-накрест.
В квадратных или угловых кадрилях встречается много различных построений и переходов пар:
- Все пары одновременно сходятся к центру и затем возвращаются на свои места;
- Две противоположные пары идут навстречу друг другу и меняются местами; две другие пары или стоят на месте или же кружатся;
- Две противоположные пары идут навстречу друг другу и образуют кружок; после поворота по кругу на определённое количество тактов пляшущие пары расходятся обратно на свои места или же меняются местами;
- Две противоположные пары сходятся в центре и парень одной пары передаёт другому свою девушку, а сам, оставшись один, пляшет перед ними. Несмотря на схожесть рисунка, кадрили резко отличаются по исполнению, так как их пляшут всегда в манере, присущей той местности, в которой бытует данная кадриль.

### Линейная
В линейной (двухрядной) кадрили может участвовать даже две пары, поэтому её удобно танцевать при ограниченном количестве участников и площади. Каждая пара пляшет почти всегда только с противоположной парой. Основные движения в линейной кадрили — пары идут друг на друга одновременно или же одна пара подходит к другой.
Обычно в начале линейных кадрилей на одной стороне выстраиваются парни, а на другой девушки. Затем происходит приглашение, и пары становятся в линии друг напротив друга. Это может происходить как под музыку, так и без музыки.
В линейных кадрилях характерны свои различные построения и переходы пар:
- Линии одновременно сходятся друг с другом и вновь расходятся на свои места, или же одна линия стоит на месте, а другая подходит к ней и затем возвращается на своё место; Пары одной и другой линии через одну идут одновременно к парам другой линии, оставшимся на месте, подойдя к противоположным парам, участники образуют кружочки из двух пар, которые движутся по кругу, затем пришедшая пара, пройдя под «воротиками» другой пары, возвращается на своё место; Девушки образуют круг между двух линий парней; или, наоборот, круг образуют парни между линий девушек;
- Две линии идут навстречу друг другу, одна линия проходит под «воротиками» другой; дойдя до противоположной стороны, обе линии разворачиваются и идут на свои места, но теперь под «воротиками» проходит уже другая линия.

### Круговая
В круговой количество пар должно быть не меньше четырёх. Обычно участвует чётное количество пар: 4, 6, реже 8 пар. Но иногда может плясать и нечётное количество — 5 или 7 пар.
Пары располагаются по кругу, и двигаются по кругу. Движение пар и одиночные переходы происходят в основном по кругу, а также к центру круга и обратно:
- Парни стоят на своих местах, а девушки переходят по кругу к следующему партнёру. В некоторых вариантах, наоборот, парни переходят по кругу.
- Парни и девушки одновременно идут по кругу в противоположных направлениях, пока не дойдут до своих партнёров.
- Девушки или парни сходятся к центру круга и образуют «звёздочку» или круг, затем разворачиваются и возвращаются на место.
- Парни или девушки образуют внутренний круг, повернувшись лицом к внешнему кругу, исполнители совершают обход со своими партнёрами правым или левым плечом вперёд.

В отдельную группу выделяют польки, для которых характерны движения «пятка, носик, топ, топ, топ». Это — полька, полечка, полька-бабочка, полька-птичка, полька с каблучком.

### Лансье
Особой разновидностью кадрили является Лансье. Лансье появился в России через 50–60 лет после кадрили и также прошёл путь от салонного танца до народного танца. Лансье также может называться «ланце», «ланцо», «линце», «ланчик», «лансе». Танец встречается на севере России и в Сибири. Лансье исполняет чётное количество пар, построение квадратом, реже двумя линиями. Пары переходят по диагонали. Фигуры в лансье меньше, чем в русской кадрили. Обязательной фигурой является «шен».

## Украинская
Кадриль широко используется на Украине. Она отличается больше хореографическими вариантами музыкального материала. Некоторые народные кадрили с хореографической стороны имеют то или иное сюжетное развитие, например «Шалантух». Это сближает кадриль с такими сюжетными танцами на бытовые темы, как «Микола», «Гарненька молодичка», «Торлицд» и др. каждая фигура кадрили имеет соответствующую музыку, в основу которой положены ладово-интонационные и ритмические особенности украинского мелоса.
В отличие от других жанров бытовые танцы с давних времён были в центре внимания композиторов и хореографов. Кадриль складывается из множества фигур (до 12-ти). Музыкальный материал кадрили в большинстве случаев состоит из песенных мелодий («Ой, не ходи Грицю», «Баламуте» и др.)
В инструментальном исполнении используются также мелодии польки.
Примеры кадрилей: «Охроміевицька кадриль», «Держанівська кадриль», «Красилівська кадриль», «Подшілська кадриль», «Поліська кадриль», «Іванівська кадриль», «Ланце (Линець)», «Українська кадриль» («Дев’ятка»), кадриль «Шалантух».

## Белорусская
В Белоруссии во второй половине XIX века получили широкое распространение кадрили и бытовали в различных местных вариантах. На основе некоторых из них в наше время были созданы сценические образцы : «Ланская», «Турэйская», «Смаргонская» и др. А иногда и под самостоятельными, отдельными названиями: «Лянцяй», «Врубель», «Чижык», «Бычок», «Шор», «Нажницы» и др. Кадрили можно встретить в белорусских сёлах и деревнях ещё и сегодня. Отличительным в белорусской кадрили является включение солирования, либо раздельно, либо попарно.
В белорусской кадрили их от 4 до 12 фигур. Обычно заводила перед началом выкрикивает название фигуры. Наиболее известными являются:
- «Проходка» — степенная, с шутливым самолюбованием.
- «Воротах» — мелкий узор, в котором старательно выделывая каждое па.
- «Колечко» — бег со стремительно меняющимися кругами .
- «Лявониха» — бодрая и весёлая.

Например восьмифигурный танец: «Лянуяй»: 1. «проход» 2. «воротца» 3. «встреча» 4. «колонка» 5. «крест» 6. «верёвочка» 7. «пробежка» 8. общая полька.
Фигуры кадрили часто составляются из знакомых танцев: в начале «Барыня», в середине «Казачок» или «Рускач», и в конце «Лявониху». Порой кадриль становилась как бы танцевальной сюитой, части которой связываются лишь определённым порядком следования фигур. Например: 1. галоп 2. оберек 3. марш 4. мазурка 5. краповяк 6. вальс 7. русский 8. полька. Музыка подчиняется хореографии и обрывается, как только заканчивается исполнение той или иной фигуры. Кадрили редко исполняются с песнями.
Наиболее частый состав кадрили — от двух до 16 пар. Характерные рисунки — круги, кресты, ворота, колонны, линии, звёздочки.
Движения — па-де-баск, шассе, глиссады, притопы и др. Характерные черты для белорусской кадрили: танцы «открываются» и «закрываются» общим круговым движением участников.
Характерным для белорусских кадрилей является повторение каждой парой или участником по очереди заданной фигуры или фрагмента фигуры. Протанцевав колено с одним партнёром, девушка должна исполнить то же самое и со всеми другими.
Встречаются кадрили, исполняющиеся не парами, а двумя или несколькими тройками. Как правило, составляются они из юноши и двух девушек (у русских такая разновидность кадрили называется «Шестёра»).
По исполнительной манере белорусские кадрильные танцы делятся на 2 вида: медленные степенные и быстрые.